# Ryo Sakazaki
Ryo Sakazaki è un personaggio della SNK, protagonista della serie Art of Fighting e uno dei personaggi principali della serie The King of Fighters. È noto per essere il maestro di Kyokugenryu Karate, uno stile di combattimento potente e basato sulla forza bruta e la disciplina.

## Storia e Background
Ryo Sakazaki è il figlio di Takuma Sakazaki, il fondatore del Kyokugenryu Karate, e di una madre scomparsa quando lui era ancora piccolo. Cresce a South Town con sua sorella minore, Yuri Sakazaki, e fin da bambino viene addestrato duramente dal padre nelle arti marziali. Quando Takuma sparisce improvvisamente, Ryo si ritrova a prendersi cura della sorella da solo, affrontando una vita difficile e lavorando duramente per mantenere la famiglia.
Nel primo Art of Fighting (1992), Yuri viene rapita da Mr. Big, un boss criminale di South Town. Ryo, insieme al suo migliore amico Robert Garcia, parte alla sua ricerca, affrontando numerosi combattenti. Alla fine, scopre che dietro il rapimento c’era Takuma, costretto a lavorare per Mr. Big sotto il nome di Mr. Karatè. Dopo un duro scontro, Takuma si riunisce alla famiglia e decide di addestrare sia Ryo che Yuri nel Kyokugenryu Karate.
Negli eventi successivi, Ryo continua ad affinare la sua tecnica e a difendere l’onore del Kyokugenryu. In Art of Fighting 2, si scontra con il malvagio Geese Howard, un boss della malavita che controlla South Town. In The King of Fighters, Ryo diventa un combattente simbolo del Kyokugenryu e guida spesso il Team Art of Fighting, assieme a Robert e Takuma (o Yuri in alcune edizioni).
Col tempo, Takuma si ritira e lascia a Ryo la guida del dojo, consacrandolo come la nuova divinità del Kyokugenryu Karatè. Nonostante la sua serietà  e il suo spirito combattivo, rimane sempre protettivo nei confronti della sorella e rispettoso verso il suo dojo e il suo stile di lotta.

## Personalità  e Stile di Combattimento
Ryo è un guerriero serio e disciplinato, con un forte senso del dovere verso la famiglia e il dojo. Il suo stile di combattimento è ispirato al Karate Kyokushin, con attacchi potenti e tecniche di grande impatto. Molti lo vedono come il Ryu della SNK, dato che ha un ruolo simile a quello di Ryu nella serie Street Fighter.

## Biografia
Sin dalla giovane età, Ryo visse in Giappone per poi trasferirsi nella malfamata città di Southtown. Qui venne sottoposto a un duro allenamento da parte di suo padre, Takuma Sakazaki, per apprendere l'arte marziale di famiglia, il Kyokugenryu karate. Inizialmente era l'unico allievo del dojo, ma in seguito si iscrissero tanti altri allievi, tra i quali, uno di essi, fece amicizia con Ryo, ovvero Robert Garcia, che era il figlio di un amico di suo padre proveniente dall'Italia, con cui instaurò una sana rivalità ma una profonda amicizia. Quando Ryo aveva solo 10 anni, dovette affrontare la tragica morte della madre Ronnet a causa di un incidente stradale e gli venne affidato il compito di badare a sua sorella minore Yuri di soli 6 anni. Tra lavori saltuari e combattimenti di strada per proteggere il dojo, Ryo crebbe rapidamente e divenne un temibile lottatore, soprannominato "Il drago invincibile". Quando però tutto sembrava andare per il verso giusto, Ryo venne informato da Robert che sua sorella Yuri era stata rapita dal sindacato criminale di Mr. Big, un antico rivale di Takuma, con cui aveva un conto in sospeso. Ryo non si fa scoraggiare dalla notizia e si fa strada usando la sua moto per andare nei quartieri di Southtown e avere informazioni dai suoi scagnozzi. Durante il viaggio si imbatte in una buttafuori di nome King che, colpita dalla determinazione di Ryo nel voler salvare sua sorella, decide di dire al ragazzo dove si trova il quartier generale di Mr. Big e Ryo, una volta arrivato a destinazione, affronta Mr. Big in un combattimento sconfiggendolo facilmente e dimostrando ancora una volta la superiorità del Kyokugen.
Il nemico avverte Ryo che in un dojo li attende il temibile lottatore Mr. Karate; non appena sentono il nome rimangono stupiti poiché giravano delle voci secondo quali Mr. Big avesse invocato un demone con la maschera da Tengu che appunto si chiamava Mr. Karate. Quando i due ragazzi entrarono nel dojo trovarono Mr.Karate pronto a combattere e Robert fu il primo a combattere ma perse. Tuttavia Ryo si fece avanti e affrontò Mr. karate in un intenso combattimento che, nonostante il nonostante Mr karate conoscesse le stesse tecniche di ryo e fossero di pari forza,  l'incontro si concluse con la vittoria del protagonista, intenzionato a dare prova del proprio coraggio ed affetto nei confronti della sorellina. E stava per prendere  la Decisione  di finire  mortalmente il nemico con il più potente colpo del kyokugenryu karate ovvero la grande sfera energetica Haohshiokoken ma la sorella Yuri che assistette all'incontro rivelò al fratello che Mr. Karate era in realtà il loro padre, scomparso pochi anni prima insieme alla madre.  Che aveva percorso un viaggio di indagine per scoprire l'assassino di sua moglie ed era entrato a conoscenza che si trattasse dell'unico e vero boss di tutto il cartello criminale di Southtown così potente da permettersi di avere come sottoposto Mr.Big, ovvero Geese Howard,  e affronto un esercito di criminali in una base in cui si trovava Geese che gli aveva chiesto di unire le forze a lui se non voleva che la sua famiglia venisse presa di mira dai sicari di quest'ultimo e per questo fu costretto a collaborare con lui;  per  la vergogna  delle azioni che stava compiendo creò un suo alter ego malvagio che sarebbe poi diventato il noto Mr. Karate e la situazione continuò avanti finché non si presentò l'occasione di sfuggire di prigione mentre Geese era impegnato con alcuni suoi sporchi affari e  per questo motivo Mr.Big aveva rapito Yuri con lo scopo di riportarlo sotto il controllo della malvagia organizzazione. La famiglia si riappacifica dopo aver sentito la storia di Takuma e in questo periodo Ryo continua gli allenamenti per diventare più forte allenandosi insieme alla sorella che ha deciso di apprendere le tecniche di famiglia. Un giorno, però, Ryo,Robert e la sua famiglia vennero invitati a partecipare al torneo The King of Fighters e scoprirono che a tutti i lottatori della città di Southown venne recapitato lo stesso invito e decisero di prendervi parte perché non erano esattamente ricchi; Ryo arrivò alle semifinali dove affrontò di nuovo King scoprendo che stava partecipando per pagare le spese che servivano per curare la malattia di suo fratello Jean ma l'incontro terminò con la Vittoria di Ryo che rassicurò, però, King che avrebbe usato il premio in denaro per curare Jean e per tutto il torneo Ryo riesce, seppur con fatica, a rimanere imbattuto e viene incoronato campione del torneo The King of Fighters. Viene, quindi, condotto in un attico molto lussuoso dove incontra Geese Howard che si congratula con lui e gli chiede di unire le forze per conquistare Southtown ma Ryo gli disse che suo padre Takuma gli aveva detto quali erano le sue intenzioni e sapeva che era l'artefice della morte di sua madre e gli chiese di affrontarlo in un combattimento mortale. Dopo uno scambio di colpi Geese mise in difficoltà Ryo e prese il sopravvento dimostrandosi tecnicamente su un altro livello; tuttavia Ryo, usando una tecnica tra le più micidiali del Kyokugenryu karate, la Ryuuko Ranbu, ribaltò le sorti dell'incontro e sconfisse l'avversario. Geese, sfruttando il malfunzionamento delle luci dell'attico riuscì comunque a scappare e scopriremo solo dopo che è diretto in Giappone; nel frattempo Ryo è tornato da King e, come promesso, le dona il premio in denaro per curare Jean e viene anche nominato successore a capo del dojo di famiglia per via del fatto che Takuma, in seguito a molti acciacchi dovuti alle continue lotte  ha deciso di ritirarsi.